# 陳長事件
陳長事件，英文稱爲Hi-Tek事件，指1999年越南裔美國人在加利福尼亞州橙縣小西貢發起的一系列抗議活動，旨在抗議當地音像店Hi-Tek Video的店主陳文長（Trần Văn Trường）在商店櫥窗中展示越南社会主义共和国国旗和胡志明的肖像。這起事件爆发时，美國與越南兩國關係正处在恢復阶段，此外過去二十年來美国国内的反共活动也持續不斷（包括部分暴力性事件）。这起事件也被認爲是小西貢歷史上同类抗議活動中影响力最大的一次。
抗議活動從1月17日越南國旗和胡志明的照片首次被公开懸掛起，共持续了53天。在近兩個月的时间裏，每天有數百人聚集在商店前抗議，並呼籲陳文長移除這些共產主義标志。小西貢社區主要由來自越南南方的反共難民及其後代組成，他們認爲這些共產主義标志非常令人反感。衝突在2月26日晚達到了高潮，當時有約15,000人聚集在一起舉行燭光守夜活動，以批評越南的人權狀況。該事件在3月11日結束，當時音像店因爲遭到驅逐和被指控盜版視頻而關閉。五個月後，陳文長被判處3個月徒刑。
這場示威活動在當時受到极大关注，其規模巨大，參與示威的人羣中有不同人口羣體和更多的“溫和”聲音的出現，這使得越南裔美國人社區的團結意識得到了增強。另一方面，人們对于抗議活動引起的騷亂以及警員部署的方式和耗费的资源上產生了爭議，也有人對陳文長的言論自由權受到侵犯感到擔憂，還出現了對於同化和社區間關係的疑問。這一事件後來被視為小西貢歷史上的一個重要轉折點，激勵了許多越南裔美國人更多地參與政治和公民事務。

## 背景
1975年四三〇事件後，美國接收了大量來自越南共和國的難民。整个20世紀90年代，大量難民及其後代定居在加利福尼亞州的橙縣，那裏的越南裔社區人口從1990年的7.2萬增長到了1999年的22萬人。由於他們中的許多人逃離了越南共和國戰敗後接管越南南方的共產主義政權，並目睹了該政權的迫害或者成爲了其受害者，整個社區都有着強烈的反共意識。那些表示希望與越南當局恢復關係的越南裔美國人往往會被社區中的其他成員孤立和驅逐。緊張的社群间關係在80年代升级爲暴力事件，和平活動家和記者遭到了暗殺，其他人則因爲同情共產主義或是鼓勵與越南當局對話，在十年中遭到了攻擊或騷擾。聯邦調查局懷疑這是一個旨在推翻河內共產主義政府的准軍事團體所爲。該組織解散後的十年间，暴力冲突逐漸平息，但到了90年代，隨著越南裔美國人社區的成熟，抗議活動日益频繁，以對抗任何可疑的共產主義影響，而橙縣成爲了政治表達的中心。這些態度也延伸到了符號上：越南裔美國人通常使用越南共和國國旗，也被稱爲“越南傳統與自由旗幟”（Vietnamese Heritage and Freedom Flag）或“黃旗”（cờ vàng），作爲他們祖國和反共主義的象徵。另一方面，越南政府的标志則被社區迴避，甚至被視爲傷痛的標誌。

陳文長出生於1961年，是1980年逃離越南的越南船民中的一員，因爲他的家人在戰爭中被殺害或是被送往了再教育營。沒有接受過高中教育的陳文長在20岁时加入了一個冥想團體“無爲愛友會”（Hội Ái Hữu Vô Vi），並被其精神領袖Ong Tam視爲“天選之人”。據報道，陳文長以宣稱自己爲「上帝」作爲回應。在其他成員指責他試圖在Tam去世後接管組織後，他於1989年離開了該組織，並與唯一支持他的阮氏金卿結婚。十年後，他稱他只是爲了過上更簡單的生活而決定離開。陳文長隨後與他的妻子和兩個孩子一起搬到了加州，在那裏他從事回收電視和錄影機的工作，而她的妻子則作爲計算機程式員負擔家計。最終，在參加電子產品課程的學習后，他於1996年開設了Hi-Tek音像店。與此同時，他前往越南，并看到祖国的生活條件在日益改善，这也使他開始倡導美國改善美越關係。

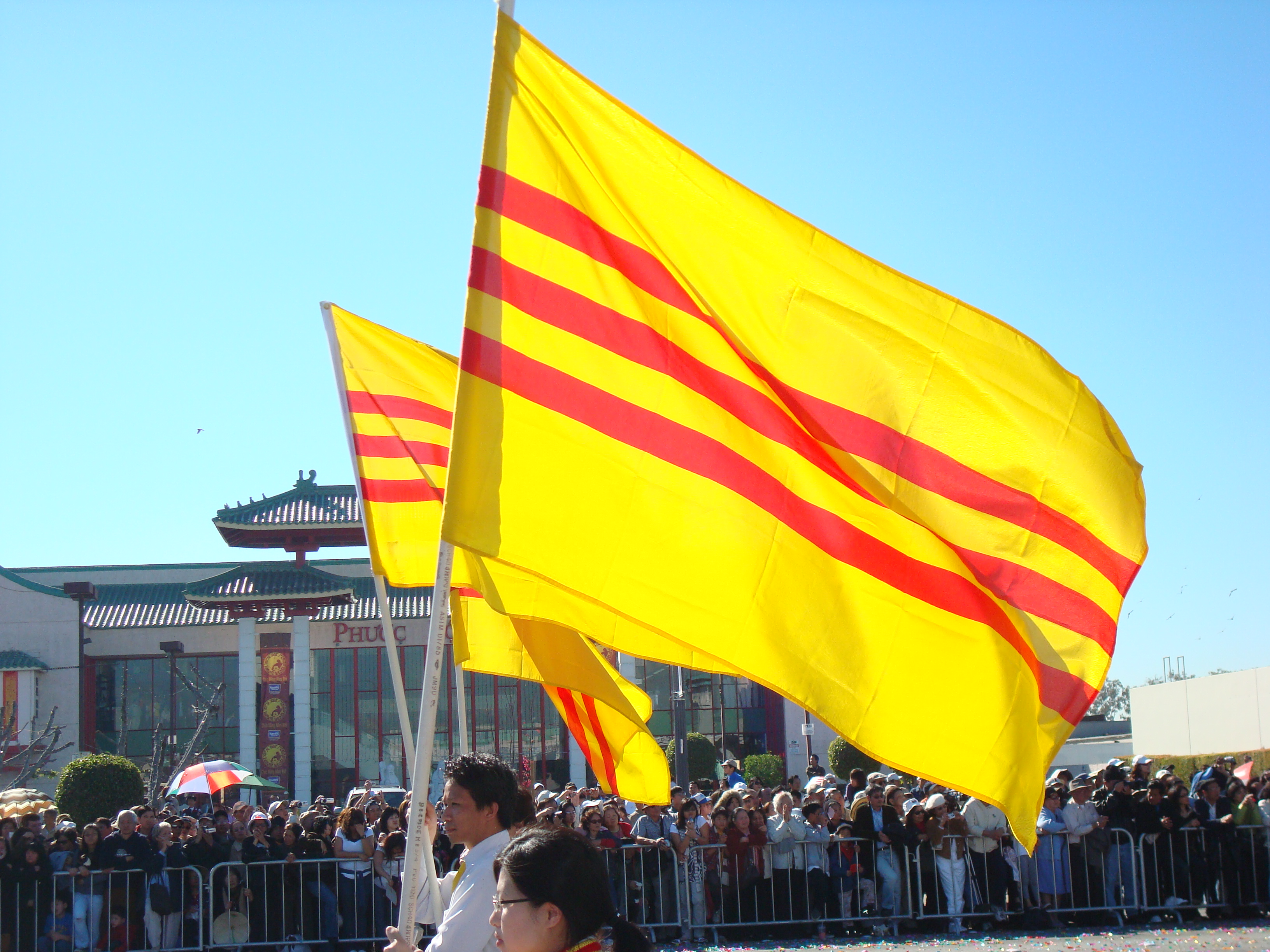
2008年手持越南共和國國旗慶祝春節的越南裔美國人

在20世紀90年代，在經歷了長達20年代的“冰凍”後，美國與越南在外交關係正常化方面取得了進展，這導致了越南裔美國人社區的熱議和抗議活動的高潮。1994年，美國解除了貿易禁運，一些越南裔美國人開設尋求兩國間的商業機會，封鎖期間爲留在越南的家人提供物品的地下經濟的不景氣，也導致了人們試圖通過加強經濟關係來取代它。然而，許多社區成員都反對這些尝试。一次，威斯特敏斯特的越南商會宣佈將派遣由商會主席范基（Phạm Cơ）博士帶領的代表團，前往越南考察建立經濟關係，這一舉動引發了抗議活動：在這次考察前後，示威者包围了范基的辦公室，考察期間，有約一千人在華盛頓特區集會。在橙縣的一次抗議活動中，陳文長散發傳單宣傳他組織的一個論壇，該論壇旨在讓支持和反對河內政府的雙方展開討論，並支持增加與越南的貿易，但是沒有人參加。在之後的五年裏，陳文長試圖通過出版一系列關於該議題的书面材料，以促進更多關於該議題的討論，但是基本上没有产生反响。最後，在1999年，他決定在自己的Hi-Tek音像店懸掛越南共產黨創始人胡志明的照片和當前越南的國旗，以引起社區的关注。從1996年起，他曾斷斷續續地懸掛上述旗幟，但沒有引起任何反應。陳文長提前一週在兩份傳真中說明了他的意圖，要求進行「對話」，但是同時也表示「我挑釁你們......如果你們敢來取下它們」。警察還表示，陳文長曾告訴他們：他這樣做是因爲他可以這樣做，也是因爲他想要與他不滿意的鄰近企業對立。

## 經過
陳文長於1999年1月17日如期開始了他的計劃。起初，他只懸掛胡志明的照片。由於該店位於小西貢中心地带的博爾薩大道上，一名遊客在當天就注意到了這張照片，並聯繫了其他人，導致了約50人聚集在該店，一名員工在當天晚些時候撤下了胡志明的照片。然而，第二天，陳文長不僅再次掛上了胡志明的照片，還懸掛了一面越南社會主義共和國國旗，這引起了另一場示威，到了中午時分，示威者的人數增加到350人。商店因爲示威而提前關門，陳文長在警察的護送下離開时，被一名抗議者擊打了頭部，因受輕傷被送進醫院。
之後，抗議活動持續進行了52天，在週末時有多達15,000名抗議者聚集在商店前。 抗議活動大多是和平的，示威者們高喊反共口號，手持標語和越南共和國國旗，踩踏和焚燒胡志明的肖像，並分享他們被迫害的經歷。抗議活動的參加者包括了三大代際群體：親歷越南戰爭和越南共產黨統治的年長的越南難民、更關注越南人權問題的青年群體，以及由二三十歲的白領專業人士組成的 “中間一代”，他們憑藉自己的英語技能和對美國主流社會的瞭解，在媒體、警察和州政客前扮演了抗議者代表的角色。在其他地方，更大的越南裔美國人社區體現了他們的團結，小西貢的購物中心豎起了美國和越南共和國的旗幟，以表明他們的忠誠和反共立場，在聖何塞和休斯頓也爆發了示威活動。
1月20日，陳文長的房東以造成“公眾侵擾”，從而違反租賃協定爲由，起訴陳文長，要求他撤下旗幟和照片。21日，法官發佈了一項命令陳文長撤下展示物品的臨時禁令，抗議者闻讯便集体慶祝。然而，這遭到了美國公民自由聯盟等民權活動者的強烈反對，他們支援陳文長並提起了反訴。2月10日，經過裁定，法官撤銷了禁令，陳文長可以繼續展示旗幟和照片。
2月20日，警方護送陳文長和他的妻子回到店裏，他得以重新懸掛上旗幟與照片。後來得知，警察當天在音像店中注意到了陳文長盜版視頻的活動。陳文長和他的家人在接下來的幾天里面臨着有限但日益增加的騷擾。六天後，發生了抗議活動期間最大規模的集會，有15,000人聚集在一起，進行“手電筒守夜”活動以關注越南的人權問題。3月1日，陳文長被扔雞蛋。五天後，警方突擊搜查了Hi-Tek音像店，查獲了數千盤錄像帶和數百臺錄像機。警方發言人表示，他們在店內發現了一個“精心設計的盜版視頻活動”。3月8日，陳文長的律師表示陳文長無法重新營業。3月11日，音像店關門，房東拆除了招牌和展示的旗幟和照片，示威活動也隨之結束。

## 反應

### 陳文長
作爲對抗議活動的回應，陳文長起初表示他並不後悔。他宣稱自己並非共產主義者，不支持共產黨統治越南，但相信應該與他們和平相處，而他只是在行使自己的言論自由權利。他還聲稱，盜版指控是針對他一個人的，“他們應該逮捕小西貢的其他所有的（音像店老闆），因為每個人都在做同樣的事情”。第二年，他對懸掛國旗表示了後悔，但仍然對抗議者們感到失望，說：“他們想打我，他們想殺我，因為……我展示了旗幟。那不是……自由。在越南裔社區里，你沒有說自己喜歡什麼的自由。我試圖與他們辯論和交談，並在這裏展示自由。但他們在這裏的行爲就像共產黨人在越南的所作所爲一樣。”

### 越南裔美國人
美國的越南裔社區對陳文長展示共產主義标志感到憤怒，稱使用這些标志帶來了鎮壓、戰爭和逃離越南的傷痛。大多數越南裔美國人支援抗議活動。這些活動還以較高的青年參與率爲標誌，這是學生團體對曾振鍛在洛杉磯時報上的專欄進行反擊的結果，該專欄聲稱大多數的年輕一代已經變得非政治化，不像他們的長輩那樣反共產主義。隨著有關事件的信息通過互聯網迅速在社區中傳播，以及完善的越南語廣播電台系統，在聖何塞和休斯頓等越南裔美國人高度集中的其他城市中也組織了聲援抗議活動。除了陳長事件本身外，抗議者還旨在就越南的人權狀況發表聲明，並增強越南裔美國人的政治力量。這一系列抗議活動的特點是新團體參與度的增加，包括上述的年輕人、首次參與抗議者和那些仍然想與越南做生意的持有更“溫和”立場的人。抗議者羣體的多樣性導致了社區中不同群體之間的團結感的增強；除年齡外，示威者在階級、信仰、地區和性別方面也具有不同的背景。在示威期間，曾經相互爭鬥的社區領導人們握手言和，並出現了跨宗教的祈禱服務。

### 非越南裔美國人
其他美國人對於抗議活動的反應更加複雜，雖然一些參加過越南戰爭的退伍軍人參加了示威活動，但“主流社會”大多傾向於更多地關注言論自由問題。萊斯大學學者Nam Q. Ha分析了兩種不同的評論，並注意到其他美國人對於抗議活動的支持或者反對傾向於表現出“排外主義情緒”，認爲越南裔美國人對美國不夠瞭解。另一位學者Phuong Nguyen對主流媒體關於這一事件的報道得出了類似的批評性結論，他認爲，如果從跨國的角度來看，抗議者反而是通過示威來強調了美國的方式和他們自身的美國性。相反，戴維·邁耶和翁瑞如玉在爲《越南研究期刊》撰寫的一篇文章中指出，該事件是一個例子，說明了早期越南裔美國人的政治活動重點聚焦於越南政府，或是直接指向它，或是針對最終指向它的地方問題，而不是美國國內政治。民權活動家尤爲反對這些抗議活動，美國公民自由聯盟爲陳文長和他的律師提供了法律支持，並指出用“公共侵擾”的理由來反對他將創造一個“危險的先例”。雖然洛杉磯時報的專欄作家達娜·帕森對陳文長本人並不熱心，並對他的動機表示了懷疑，但他仍然支持陳文長，並認爲逃離了越南的抗議者們，一邊抗議越南侵犯人權，一邊試圖限制他人的言論自由，是一種虛僞的行爲。美國公民自由聯盟也持有該觀點。3月3日，橙縣共和黨領導人湯姆·富恩特斯宣佈，該黨將支持抗議活動，並且派人參與示威，洛杉磯時報稱這是第一次主流政治對於示威者們的支持。

### 地方當局
威斯特敏斯特的地方官員間也出現了分歧。一些市議會的成員不贊成抗議活動，並向其他居民發出了類似的本土主義態度，而一些其他成員則支持並參與了示威活動。當時市議會中唯一的越南裔美國人托尼·林在市律師的建議下決定不參加抗議活動，這引起了社區的嚴重不滿。抗議活動導致的成本是另外一個因素，因爲該市不得不動員200名配備防暴設備的警察來保護陳文長，並逮捕了52名示威者，花費了超過75萬美元。這導致了針對當地警察的嚴厲批評。警察局長詹姆斯·庫克因爲搖擺不定的策略而受到了警察工會的質詢，而陳文長的律師則宣佈他打算起訴警察部隊未能保護好陳。爭議還因爲警察通訊頻率上出現的種族主義的污言穢語和催促警察對人羣胡亂開槍的話語而變得更加複雜，儘管後來確定這可能是由一個私人公司的無線電操作員發送的。

### 越南方面
越南當局發表了多項支持陳文長的聲明，越南在華盛頓特區的大使館表達了對他的安全和行使自己權利的關注。舊金山領事館打電話給陳文長保證了對他的支持。有流傳較廣的傳言稱陳文長受到了越南政府的直接支持，一些越南裔美國人擔心他們的社區會被共產黨接管。其中一個例子是，有人指稱河內內排國際機場向旅客收取50美元的到達費，以資助陳文長，但這一說法被他本人和越南駐舊金山領事館的工作人員否認。
2006年越南前鋒報在評論陳文長的行爲時寫道，他“即使遭到了很多人的反對和毆打，還是在屋內安放了胡志明的供桌，並懸掛越南國旗，爲在美國發揚越南人的愛國精神做出了貢獻”，並形容他是一位“愛國越僑”。青年人報將示威者的行爲描述爲“他們對他（指陳文長）無能爲力，組織懸掛三槓黃旗將他的商店遮蓋了53天。他們組織搗毀他的商店，然後誣陷他進行盜版行爲”。

## 後續和影響
在威斯特敏斯特市議員托尼·林經營的餐廳門前同樣爆發了示威活動，由於他沒有參加抗議活動，有人指責他本人是共產主義同情者，並發起了一場針對他的罷免運動。在試圖通過起訴要求賠償精神損失和精神損失後，他最終妥協，關閉了自己的餐廳，並於2002年退出了政壇，失去了他在越南裔社區中的聲望。抗議者們還爲第二年建造的社區中心籌集了資金，儘管有人指責召集人在旅遊中“錯誤地花費”了資金。
2000年，陳文長起訴威斯敏斯特市和警察局長，要求賠償他四百萬美元，他聲稱他們沒有充分保護他免受抗議者的侵害，從而侵犯了他的言論自由權，該訴訟在第二年被駁回。之後，他保持低調，從事零工，包括爲加利福尼亚州运输部提供地下布線工作和收集可回收物品，以作爲福利金的補充。2004年，陳文長因爲試圖組織一場“新聞發佈會”，以反對加登格羅夫最近通過的一項反對越南官員訪問的決議，而再次聲名狼藉。“發佈會”以陳文長遭受嘲笑和他與妻子被警員護送到了自己的車上而告終。第二年，他賣掉了自己的財產，與妻子和兩個孩子搬到了自己的出生地越南同塔省来𡑵县新和社做生意。次年，陳文長與當地的合夥人一起成立了一家水產養殖公司，但他在一年後被合夥人起訴，他的財產也遭到省政府沒收。
2007年，當Saigon TV的一個電視節目因爲使用了5秒鐘的陳文長懸掛越南國旗和胡志明照片的特寫鏡頭，而被指控支持共產黨人時，抗議活動再一次回到了公衆的視野中。除了關於符號顯示的問題外，語言和代際差異也被認為是引起爭議的原因，因爲這是一個針對年輕越南裔美國人的英語節目，在一個通常播放越南語內容的頻道上播出。儘管其創作者召開了一場公共論壇，解釋說他們無意引起冒犯，但在被社區廣播鼓勵的新的靜坐者們和節目參與者的不滿下，電視臺決定取消了該節目的其餘部分。
作曲家日銀以這次事件爲靈感，創作了《博爾薩之火》（Lửa Bolsa）一歌。
事後回顧，這場抗議活動被視爲“小西貢歷史上最大規模的反共示威”，並且塑造了社區的未來。該一事件成爲加強越南裔美國人公民參與度的催化劑，一些人參與了公職競選。到2007年初，在橙縣所有亞裔美國人群體中，越南社區的在任政治家人數是最多的。然而，隨著年輕的活動家們更關注美國國內問題，而不是“祖國”（越南）和反共主義，社區內的“代溝”擴大了。

## 另見
- 越南戰爭
- 越南共和國
- 四三〇事件
- 越南裔美國人
- 小西貢

### 引用
1. 1 2 3  Berg et al. 2015.
2. ↑  Tsang 1999.
3. ↑  Ha 2002，第36-37頁; Berg, Haire & Kopetman 2015.
4. ↑  Datta 2013，第155-156頁; Thompson 2015.
5. ↑  Meyer & Ông 2008，第92頁; Datta 2013，第156頁.
6. ↑  Collet & Lien 2009，第67-68頁.
7. 1 2 3  Hồng Lĩnh 2006a.
8. ↑  Ha 2002，第40頁.
9. ↑  Ha 2002，第40-41頁; Ressner 1999.
10. ↑  Ha 2002，第41頁.
11. ↑  Meyer & Ông 2008，第92頁.
12. ↑  Berg, Haire & Kopetman 2015; Ha 2002，第39-40頁; Mydans 1994.
13. ↑  Ha 2002; Tran 1999a.
14. ↑  Tampa Bay Times 1999.
15. ↑  Balassone 2005; Tran & Warren 1999.
16. 1 2 3 4 5  Sheppard & Willon 1999.
17. ↑  Ha 2002，第42頁.
18. ↑  Ha 2002，第43頁.
19. ↑  Sheppard & Tran 1999; Sheppard & Willon 1999.
20. ↑  Terry 1999; Tran 1999d.
21. 1 2  Ebnet 2000.
22. 1 2  Sanchez 1999.
23. ↑  Datta 2013，第163頁.
24. ↑  Tran 1999b.
25. ↑  Ha 2002，第43, 50-51頁; Datta 2013，第64頁.
26. ↑  Ha 2002，第44-45頁.
27. ↑  Nguyen & Kurashige 2017.
28. ↑  Meyer & Ông 2008，第97頁.
29. ↑  Parsons 1999.
30. ↑  Sheppard & Tran 1999a.
31. ↑  Sheppard & Willon 1999; Tran 1999d; [[#CITEREF|]].
32. ↑  Sheppard & Willon 1999; Tran 1999c; [[#CITEREF|]].
33. ↑  Ha 2002，第47-48頁.
34. ↑  Ha 2002，第47頁.
35. ↑  Tran 1999a.
36. ↑  Hồng Lĩnh 2006b.
37. ↑  DƯƠNG THẾ HÙNG 2006.
38. ↑  Sanchez 1999; Berg, Haire & Kopetman 2015; Wisckol 2016.
39. ↑  Haldane 2001.
40. ↑  Tran 2004.
41. ↑  BBC 2006.
42. ↑  Võ 2009，第96-97頁; Datta 2013，第164-165頁.
43. ↑  . saigontimesusa.com.   [2022-06-05]. （原始内容存档于2021-01-09） （越南语）.
44. ↑  Ha 2002，第40, 51頁; Datta 2013，第162頁.
45. ↑  Võ 2009，第94頁.
46. ↑  Meyer & Ông 2008，第97頁; Le 2011，第16頁.

### 來源

#### 書籍
- Collet, Christian; Lien, Pei-Te. . Philadelphia: Temple University Press. 2009  [2021-02-04]. ISBN 9781592138623. （原始内容存档于2021-02-04）.
- Nguyen, Phuong. . Kurashige, Lon  (编). . University of Hawaii Press. 2017: 118–120  [2021-01-31]. ISBN 9780824855796. （原始内容存档于2021-01-09）.
- Nguyen, Phuong Tran. . University of Illinois Press. 2017: 131–135  [2021-01-09]. ISBN 9780252099953. （原始内容存档于2021-01-09） （英语）.
- Võ, Linda Trinh. . Ling, Huping  (编). . Rutgers University Press. 2009-04-29  [2022-05-31]. ISBN 978-0-8135-4867-8. （原始内容存档于2022-06-14）.

#### 新聞報道
- Balassone, Merrill. . 洛杉磯時報. 2005-10-23  [2021-02-03]. （原始内容存档于2020-11-20）.
- Berg, Tom; Haire, Chris; Kopetman, Roxana. . Orange County Register. 2015-05-01  [2021-01-31]. （原始内容存档于2021-01-09）.
- Ebnet, Matthew. . 洛杉磯時報 (威斯敏斯特 (加利福尼亚州)). 2000-01-16  [2021-02-20]. （原始内容存档于2021-01-09）.
- Haldane, David. . 洛杉磯時報. 2001-05-25  [2021-02-21]. （原始内容存档于2021-01-09）.
- Mydans, Seth. . 紐約時報. 1994-09-12  [2021-02-02]. （原始内容存档于2015-05-26）.
- Parsons, Dana. . 洛杉磯時報. 1999-03-05  [2021-01-31]. （原始内容存档于2021-01-09）.
- Ressner, Jeffrey. . 時代雜誌. 1999-03-08  [2021-02-01]. （原始内容存档于2021-01-09）.
- Sanchez, Rene. . 華盛頓郵報. 1999-03-05  [2021-02-22]. （原始内容存档于2017-08-28）.
- Sheppard, Harrison; Tran, Tini. . 洛杉磯時報. 1999-01-22  [2021-01-31]. （原始内容存档于2021-01-09）.
- Sheppard, Harrison; Tran, Tini. . 洛杉磯時報. 1999-03-03  [2021-10-25]. （原始内容存档于2022-06-09）.
- Sheppard, Harrison; Willon, Phil. . 洛杉磯時報. 1999-03-14  [2021-01-31]. （原始内容存档于2021-01-09）.
- Terry, Don. . 紐約時報. 1999-02-21: 32  [2021-02-20]. （原始内容存档于2021-01-09）.
- Thompson, A.C. . ProPublica. 2015-11-03  [2021-02-01]. （原始内容存档于2021-01-09）.
- Tran, Mai. . 洛杉磯時報. 2004-05-19  [2021-02-21]. （原始内容存档于2021-01-09）.
- Tran, Tini. . 洛杉磯時報. 1999-02-20  [2021-02-05]. （原始内容存档于2021-01-09）.
- Tran, Tini. . 洛杉磯時報. 1999-03-04  [2021-05-17]. （原始内容存档于2021-01-09）.
- Tran, Tini. . 洛杉磯時報. 1999-05-28  [2021-02-27]. （原始内容存档于2021-01-09）.
- Tran, Tini. . 洛杉磯時報. 1999-08-11  [2021-02-20]. （原始内容存档于2021-01-09）.
- Tran, Tini; Warren, Peter M. . 洛杉磯時報. 1999-01-19  [2021-02-03]. （原始内容存档于2021-01-09）.
- Tsang, Daniel C. (曾振鍛). . 洛杉磯時報. 1999-01-31  [2021-01-31]. （原始内容存档于2021-01-09）.
- Wisckol, Martin. . Orange County Register. 2016-06-10  [2021-03-15]. （原始内容存档于2021-01-09）.
- . 坦帕灣時報. 1999-02-11  [2021-03-16]. （原始内容存档于2022-06-18）.
- . 英國廣播公司國際頻道. 2006-04-10  [2021-02-27]. （原始内容存档于2021-01-09） （越南语）.
- Hồng Lĩnh. . Tiền Phong. 2006-03-10  [2022-05-31]. （原始内容存档于2022-05-07） （越南语）.
- Hồng Lĩnh. . Tiền Phong. 2006-04-03  [2020-06-01]. （原始内容存档于2022-05-31） （越南语）.
- DƯƠNG THẾ HÙNG. . Tuổi Trẻ Online. 2006-04-02  [2022-06-01]. （原始内容存档于2022-05-31） （越南语）.

#### 研究
- Datta, Saheli.  (学位论文). 雪城大學. 2013  [2021-01-31]. （原始内容存档于2022-06-09） （英语）.
- Ha, Nam Q.  (学位论文). 萊斯大學: 35–51. 2002  [2021-01-31]. （原始内容存档于2021-01-10）.
- Le, Long S. . Journal of Southeast Asian American Education and Advancement (國家柬埔寨、老撾和越南裔美國人教育與促進協會和普渡大學). 2011, 6 (1)  [2022-05-31]. ISSN 2153-8999. doi:10.7771/2153-8999.1030 . （原始内容存档于2022-06-12） （英语）.
- Meyer, David S.; Ông, Như-Ngọc T. . 越南研究期刊 (加州大學出版社). 2008-02-01, 3 (1): 78–107. ISSN 1559-372X. doi:10.1525/vs.2008.3.1.78.
- Nguyen, Phuong Tran.  (学位论文). 南加州大學: 256–262. 2009  [2021-01-31]. （原始内容存档于2021-01-12） （英语）.

## 外部鏈接
- Ly Kien Truc拍攝的Hi-Tek示威照片 （页面存档备份，存于）
- USA: VIETNAMESE DEMONSTRATIONS OVER COMMUNIST SYMPATHISER （页面存档备份，存于）
- USA: VIDEO STORE ORDERED TO REMOVE PORTRAIT OF HO CHI MINH （页面存档备份，存于）
- 1999 ...Trần Trường （页面存档备份，存于）（示威的視頻）